# Vitālijs Pavlovs
Vitālijs Pavlovs (né le 17 juin 1989 à Riga en Lettonie) est un joueur letton de hockey sur glace.

## Biographie

### Carrière en club
Pavlovs commence sa carrière professionnelle en 2007 avec le SK LSPA/Riga, club du championnat letton. Son passage avec ce club sera de courte duré puisque, dès l'année suivante, il passe au DHK Latgale, où il alterne entre la formation principale qui évolue en Ekstraliga et le club école qui joue en Lettonie. Le même pattern se reproduira lors de son passage avec le HK Liepājas Metalurgs entre 2009 et 2011. Désormais une habitude, son passage à Liepāja est de courte durée et quitte pour le Beïbarys Atyraou en 2011, club kazakhstanais. L'année suivante, une stabilité s'établit alors qu'il joint le Dinamo Riga, club de la KHL, seul un cours passage au Jokipojat Joensuu lui fait quitter le Dinamo. Également, le 1er octobre 2014, il signe un contrat d'une saison avec les Eagles du Colorado. La formation de l'ECHL étant aller le chercher dans le but d’amener de l'expérience sénior et du jeux physique à l'équipe, Pavlovs mesurant six pieds cinq pouces. Cependant, à la fin de la saison, il retourne jouer avec le Dinamo Riga.

### En équipe nationale
Pavlovs représente la Lettonie au niveau international. Il est sélectionné pour son premier championnat du monde sénior en 2013. Il participe à ses premiers Jeux olympiques en 2014, lors de ses Jeux, il est testé positif à la methylhexanamine et est expulsé de la compétition à la suite du match de quart-de-finale contre la formation canadienne. Il perd également son diplôme olympique qu'il aurait remporté avec la formation lettone en qualité d'avoir terminé 8e. L'IIHF promulguera en avril 2014 une suspension de 18 mois à l'encontre de Pavlovs qui prend terme le 30 octobre 2015 dû à son dopage lors des Jeux olympiques, ceci lui fait manquer les Championnats du monde de hockey sur glace de 2014 et de 2015. Cette suspension est annoncée en même temps que celle de son coéquipier Ralfs Freibergs testé positif aux stéroïdes en même temps que Pavlovs. La raison qui pousse la fédération internationale à ne pas suspendre Pavlovs deux ans est qu'elle considère que le teste positif de Pavlovs est dû au fait qu'il a agi « sans négligence suffisante en oubliant de vérifier la sécurité des suppléments qu'il prenait »,.

## Statistiques

### En club
| Saison    | Équipe                     | Ligue          |                            | Saison régulière           | Saison régulière           | Saison régulière           | Saison régulière           | Saison régulière           |                            | Séries éliminatoires       | Séries éliminatoires       | Séries éliminatoires       | Séries éliminatoires | Séries éliminatoires |
| Saison    | Équipe                     | Ligue          | PJ                         | B                          | A                          | Pts                        | Pun                        | PJ                         | B                          | A                          | Pts                        | Pun                        |                      |                      |
| 2007-2008 | SK LSPA/Riga               | Lettonie       | 44                         | 5                          | 6                          | 11                         | 26                         | -                          | -                          | -                          | -                          | -                          |                      |                      |
| 2008-2009 | DHK Latgale                | Ekstraliga     | 45                         | 7                          | 10                         | 17                         | 52                         | -                          | -                          | -                          | -                          | -                          |                      |                      |
| 2008-2009 | DHK Latgale-2              | Lettonie       | 10                         | 6                          | 2                          | 8                          | 14                         | -                          | -                          | -                          | -                          | -                          |                      |                      |
| 2008-2009 | Daugavpils Ledus Skola U20 | Lettonie U20   | Statistiques indisponibles | Statistiques indisponibles | Statistiques indisponibles | Statistiques indisponibles | Statistiques indisponibles | Statistiques indisponibles | Statistiques indisponibles | Statistiques indisponibles | Statistiques indisponibles | Statistiques indisponibles |                      |                      |
| 2009-2010 | HK Liepājas Metalurgs      | Ekstraliga     | 49                         | 4                          | 7                          | 11                         | 28                         | -                          | -                          | -                          | -                          | -                          |                      |                      |
| 2010-2011 | HK Liepājas Metalurgs      | Ekstraliga     | 46                         | 9                          | 6                          | 15                         | 34                         | 3                          | 0                          | 0                          | 0                          | 6                          |                      |                      |
| 2010-2011 | HK Liepājas Metalurgs-2    | Lettonie       | 6                          | 6                          | 3                          | 9                          | 0                          | -                          | -                          | -                          | -                          | -                          |                      |                      |
| 2011-2012 | Beïbarys Atyraou           | Kazakhstan     | 38                         | 10                         | 9                          | 19                         | 18                         | 13                         | 2                          | 4                          | 6                          | 14                         |                      |                      |
| 2012-2013 | Dinamo Riga                | KHL            | 15                         | 0                          | 1                          | 1                          | 8                          | -                          | -                          | -                          | -                          | -                          |                      |                      |
| 2012-2013 | Jokipojat Joensuu          | Mestis         | 22                         | 8                          | 10                         | 18                         | 39                         | -                          | -                          | -                          | -                          | -                          |                      |                      |
| 2013-2014 | Dinamo Riga                | KHL            | 50                         | 6                          | 8                          | 14                         | 28                         | -                          | -                          | -                          | -                          | -                          |                      |                      |
| 2014-2015 | Eagles du Colorado         | ECHL           | 71                         | 17                         | 17                         | 34                         | 29                         | 7                          | 2                          | 1                          | 3                          | 2                          |                      |                      |
| 2015-2016 | Dinamo Riga                | KHL            | 34                         | 6                          | 3                          | 9                          | 16                         | -                          | -                          | -                          | -                          | -                          |                      |                      |
| 2016-2017 | Dinamo Riga                | KHL            | 53                         | 0                          | 4                          | 4                          | 24                         | -                          | -                          | -                          | -                          | -                          |                      |                      |
| 2017-2018 | Dinamo Riga                | KHL            | 34                         | 1                          | 1                          | 2                          | 4                          | -                          | -                          | -                          | -                          | -                          |                      |                      |
| 2018-2019 | Dinamo Riga                | KHL            | 61                         | 2                          | 4                          | 6                          | 21                         | -                          | -                          | -                          | -                          | -                          |                      |                      |
| 2019-2020 | Dinamo Riga                | KHL            | 34                         | 4                          | 1                          | 5                          | 26                         | -                          | -                          | -                          | -                          | -                          |                      |                      |
| 2020-2021 | Olimp Riga                 | Lettonie       | 8                          | 2                          | 4                          | 6                          | 2                          | -                          | -                          | -                          | -                          | -                          |                      |                      |
| 2020-2021 | Dornbirner EC              | ICEHL          | 12                         | 0                          | 4                          | 4                          | 6                          | 6                          | 1                          | 1                          | 2                          | 2                          |                      |                      |
| 2021-2022 | GKS Jastrzębie             | PHL            | 39                         | 11                         | 24                         | 35                         | 69                         | 15                         | 2                          | 7                          | 9                          | 22                         |                      |                      |
| 2022-2023 | GKS Jastrzębie             | PHL            | 1                          | 0                          | 0                          | 0                          | 0                          | -                          | -                          | -                          | -                          | -                          |                      |                      |
| 2022-2023 | HK Michalovce              | Extraliga Slo. | 33                         | 7                          | 8                          | 15                         | 30                         | 11                         | 0                          | 3                          | 3                          | 6                          |                      |                      |

### En équipe nationale
| Année     | Compétition                    |    | PJ | B | A | Pts | Pun                       |  | Résultat |
| 2007      | Championnat du monde U18       | 6  | 0  | 1 | 1 | 2   | 10e place                 |  |          |
| 2008      | Championnat du monde junior D1 | 5  | 0  | 0 | 0 | 0   | Médaille d'or du groupe B |  |          |
| 2009      | Championnat du monde junior    | 6  | 1  | 1 | 2 | 29  | 8e place                  |  |          |
| 2010-2011 | International                  | 9  | 0  | 0 | 0 | 8   |                           |  |          |
| 2013      | Qualifications JO              | 3  | 0  | 0 | 0 | 0   | Qualification             |  |          |
| 2013      | Championnat du monde           | 6  | 0  | 0 | 0 | 2   | 11e place                 |  |          |
| 2012-2013 | International                  | 21 | 1  | 2 | 3 | 8   |                           |  |          |
| 2014      | Jeux olympiques                | 5  | 0  | 1 | 1 | 0   | 8e place                  |  |          |
| 2013-2014 | International                  | 7  | 0  | 1 | 1 | 0   |                           |  |          |
| 2016      | Championnat du monde           | 7  | 0  | 0 | 0 | 2   | 13e place                 |  |          |
| 2015-2016 | International                  | 8  | 0  | 2 | 2 | 4   |                           |  |          |
| 2017      | Qualifications JO              | 3  | 0  | 0 | 0 | 2   | Élimination               |  |          |
| 2017      | Championnat du monde           | 6  | 0  | 0 | 0 | 0   | 10e place                 |  |          |
| 2016-2017 | International                  | 22 | 1  | 1 | 2 | 18  |                           |  |          |
| 2018      | Championnat du monde           | 8  | 0  | 0 | 0 | 2   | 8e place                  |  |          |
| 2017-2018 | International                  | 17 | 0  | 0 | 0 | 2   |                           |  |          |
| 2018-2019 | International                  | 1  | 0  | 0 | 0 | 0   |                           |  |          |
| 2020-2021 | International                  | 1  | 0  | 0 | 0 | 0   |                           |  |          |